# Kartalí
Kartalí - Карталы (rus) és una ciutat de l'óblast de Txeliàbinsk, a Rússia.

## Geografia
Kartalí es troba a la vall del riu Kartalí-Aiat, un afluent per l'esquerra de l'Aiat. És a 239 km al sud-oest de Txeliàbinsk.

## Història
La vila de Kartalí es troba a l'emplaçament on abans hi havia un poble cosac fundat el 1843. Kartalí es desenvolupà el 1914-1915 durant la construcció de la via ferroviària entre Troitsk i Orsk. El 1917 s'acabaren les obres de l'estació de Kartalí.
Rebé l'estatus de possiólok (poble) el 20 de juny del 1933 i el de ciutat el 17 d'abril del 1944.